# Tango Lhakhang

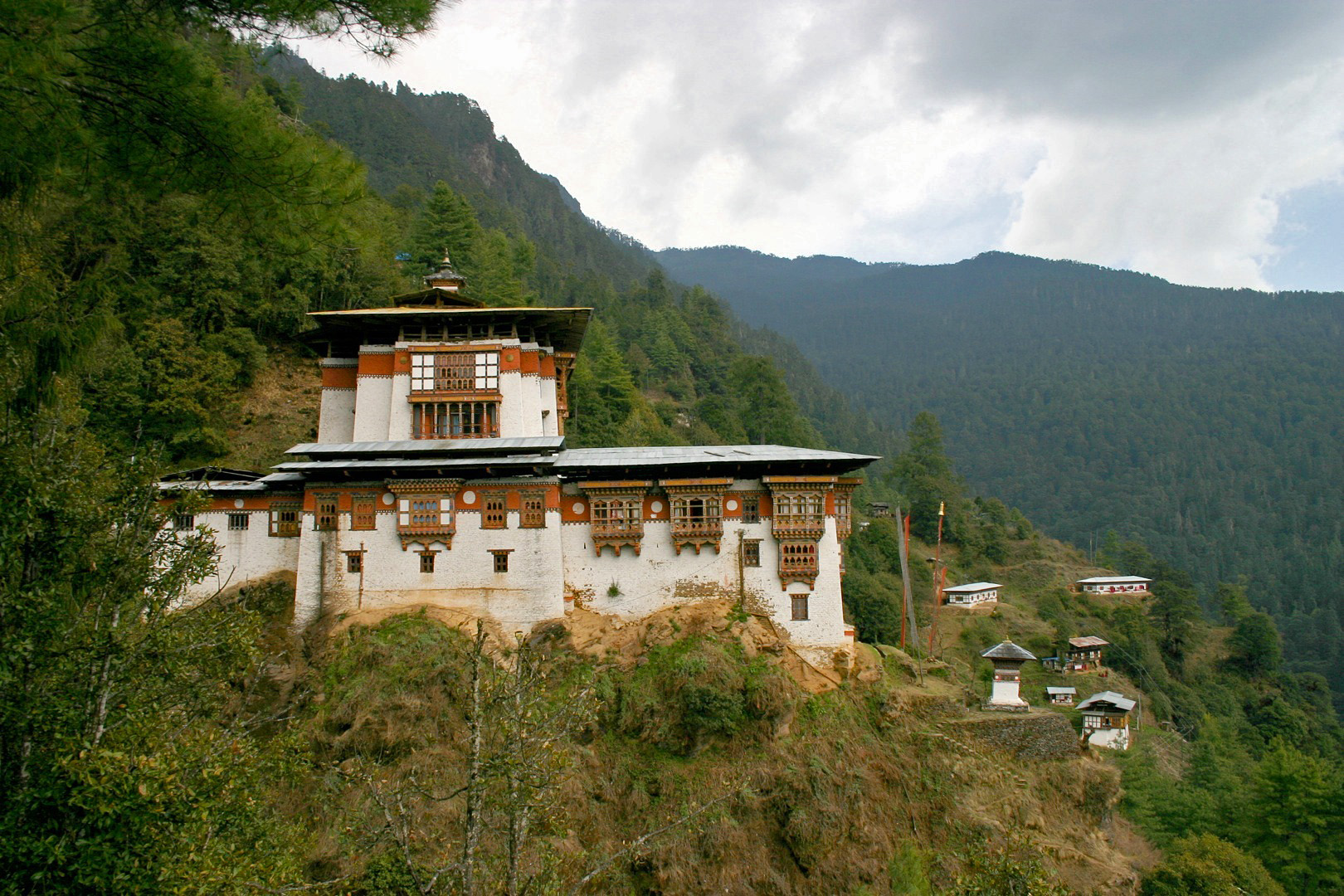
Tango-Kloster

Das Tango Lhakhang (bhutanisch རྟ་མགོ།, auch: Tango Goempa, dt. „Tango-Kloster“) ist ein buddhistisches Kloster am Fuß des Cheri Mountain (Chagri Kang) in Bhutan. Es liegt etwa 14 km nördlich der Hauptstadt Thimphu.

## Lage
Das Kloster liegt oberhalb des Ortes Dotanang im Tal des Flusses Thimphu Chu (Wangchu) und gehört zum Distrikt Thimphu (Thimphu Gewog) im Nordwesten von Bhutan. Es liegt auf einer Höhe von ca. 2948 m, nochmals ca. 400 m über dem Talgrund.
Im Umkreis liegen weitere Klöster: Dzongkhag Lhakhang, noch weiter oberhalb des Hanges im Osten, schon fast an der Grenze zum Distrikt Punakha (Toepisa Gewog). Im selben Tal liegt südlich auf dem gegenüberliegenden Hang Droley Goenpa, sowie auf der gegenüberliegenden Seite des Tals des Thimphu Chu im Westen das Chagri Dorjeden Gönpa (ལྕགས་རི་ལྷ་ཁང་།).
Das Kloster liegt zudem im Gebiet des Jigme-Dorji-Nationalparks.

## Geschichte
Das Kloster wurde von Phajo Druggom Shigpo (1184? – 1251?) im 13. Jahrhundert gegründet und in seiner heutigen Form 1688 von Tenzin Rabgye erbaut, dem vierten Temporal Ruler (Herrscher). Bereits 1616 nutzte der tibetische Lama Shabdrung Ngawang Namgyal die Felsgrotte als Meditationsort. Die selbst-emanierte Form der zornigen Hayagriva wird im Kloster speziell verehrt. Dabei gehört das Kloster zur Drugpa-Kagyü-Schule
des Buddhismus.

## Name
Tango bedeutet im Dzongkha, der lokalen Sprache, „Pferdekopf“. Der Name weist auf die wichtigste Gottheit des Klosters, Hayagriva, hin, die vor Ort als Tandin bezeichnet wird.

## Legenden und tribute
Laut der Legende liegt das Kloster genau an dem heiligen Ort, wo Avalokiteshvara sich selbst in der Form der „selbst emanierten Form der zornigen Haygriva“ offenbart hat. Die genaue Lage war in Tibet prophezeit worden. Die Akklamation der Göttlichkeit des Ortes wurde durch Ngawang Tenzin Rinpoche zelebriert.

„Im weitläufigen südlichen Tal ist das 'Pferdekopf' wie ein Chaitya (Chorten), herabgekommen aus dem 33. Himmel. Es emanierte wie ein wunsch-erfüllender Edelstein aus den Palästen der Naga unter der Erde. Es steht hier auf der Erde wie eine schützende Gottheit. Das dreieckige Mandala unterhalb des Pferdekopfs bedeutet, dass es ein Platz sein wird, der  Meisterschaft der Meditation fördert. Die majestätische Höhe und der Raum hinter dem Pferdekopf weist auf die Größe und Herrlichkeit der Kargyupa. An der Frontseite hat es die Erscheinung einer Aufhäufung von kostbaren Juwelen, welche die beste Anwendung der endlosen verborgenen Schätze symbolisiert. Das heilige unveränderliche Vajrasana (Blitz- /Diamantenpose) fällt zur Rechten ab, was auf die Unsterblichkeit von moralisch aufrechten Personen hindeutet. Zur Linken ist die Darbringung des Flusses wie des Ganges, im Besitz der acht Attribute, welche die Genugtuung aller edlen Söhne des Landes im Dharma widerspiegelt. Im Zentrum repräsentiert das unerschütterliche Vajrasana die ewige Dauer des Dharmakaya (unmanifestierten Buddha). Unterhalb ist der Dzong (Burg) von Kiphug Nyima, ein Symbol des Wachsens des Samadhi (Bewußtseinszustand). Oberhalb ist das übernatürliche Pferd im Raum, welches die Unterwerfung der drei sinnlichen Welten in sich trägt. Der zerklüftete und steile Hügel zur Rechten deutet auf die Unterwerfung von Helden. Zur Linken ist Maheshvara gezeigt, wie er in der Macht von Hayagriva auftritt, was eine Unterwerfung von Heldinnen bedeutet. Im Zentrum weist der heilige abgeschiedene Ort des Dakini auf die Reinheit und den Schutz des Dharma. Der Silwatshel-Tempel (Tempel des kühlen Hains) von Mahakala darunter symbolisiert die Unterwerfung aller Dharmapalas (Schutzgottheiten). Der Obere Part des ansteigenden Tales, der von einem Lhatsen eingenommen wird, steht für die Darbringung von Siddhis an die Yakshas (Naturgeister). Die untere Terrasse des Plateaus ist geschützt durch Mentsuen, der gute und reiche Ernten hervorbringt, während der Wohlstand der Menschen im Land für den Überfluss an Nahrungsmitteln steht. An der Vorderseite symbolisiert das Mäandern der Flüsse freiwillige Darbringungen, und die belaubten Bäume der Wälder widerspiegeln das wachsen von Erfahrung. Die Eskapaden der Affen dient den Yogis als Trost. Das Flügelflattern der Vögel im Himmel bietet ihnen Inspiration. Wie ein Fels viele tausend Münder haben kann, so kann Religion vielfältige Schulen haben, aber ihre Realität oder ihre Essenz ist nur im Verstand angehäuft. O! was für ein wundervoller Ort ist das! Allein schon das Hören seines Namens ist genug Wiedergutmachung für Sünden. Der Besitz des Glaubens wird denjenigen gesegnet sein lassen. Ihn zu sehen wird denjenigen erleuchtet sein lassen. Dort zu Wohnen wird denjenigen das Nirwana erreichen lassen. Dort wird Zufriedenheit und Herzensruhe sein. Möge Frieden und Glück diesen Platz einhüllen.“

## Geschichte

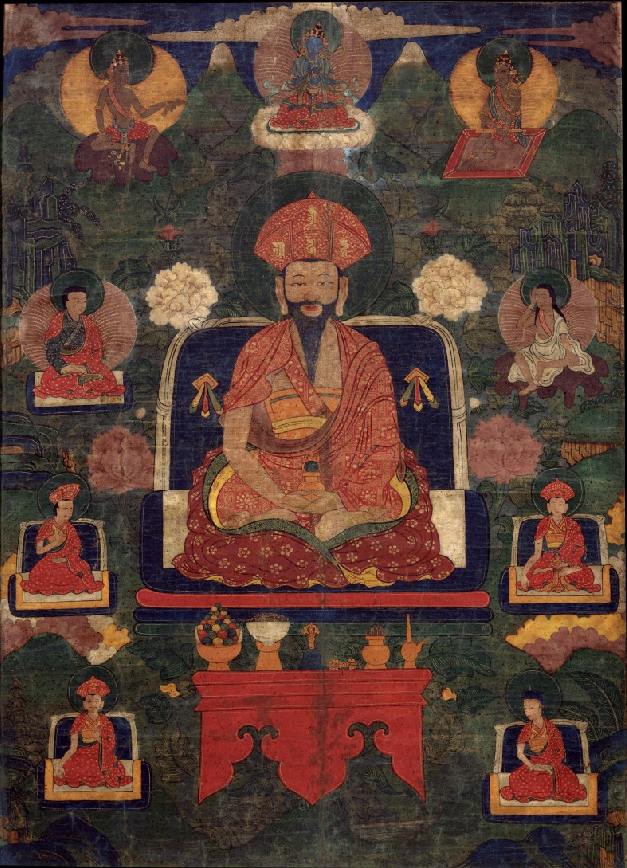
Shabdrung Ngawang Namgyal, ein Hauptarchitekt von Bhutan, der lange Jahre in den Höhlen des Klosters meditiert hat.

Das früheste historische Ereignis, das mit dem Ort in Verbindung gebracht werden kann, ist ein Besuch von Guru Rinpoche, der den Ort schon im 8. Jahrhundert als Repräsentation der Hayagriva (Pferdekopf) erkannt hatte. 1222 erhielt der Platz dann erneut Anerkennung. Nach der lokalen Legende hörte Phajo Druggom Shigpo, ein Meister der Lehren von Dodeyna, bei einem Besuch an diesem Ort während seiner Lehrtätigkeit das Schnauben eines Pferdes aus der Richtung von dem Tango. Gleichzeitig nahm er wahr, dass an der Steilwand eine flammende Erscheinung von Gott Tandin („Pferdekopf“ oder Hayagriva) erschien. Die Gottheit erschien vor Zhigpo und prophezeite, dass der Ort als Standort für ein Kloster ausgewählt sei. Die Prophetie erwähnte auch, dass Zhigpo die Dakini heiraten würde, Khando Sonam Peldon, und, dass er die Drukpa Kagyu Schule des Buddhismus in Bhutan begründen werde.
Shabdrung Ngawang Namgyal kam 1616 im Alter von 23 Jahren von Tibet nach Bhutan. Er war von Pal Yeshay Genpo eingeladen worden, aber es gab auch einen Konflikt mit Deb Tsangpa in Tibet, der ihn zu diesem Aufenthalt veranlasste; Namgyel gehörte zu einer berühmten Traditionslinie von Tsangpa Jarey in Tibet und hatte den Ordensnamen Drukpa Rinpochhe Ngawang Tenzin Nampar Gyelwa Jigme Drak Pai Dey erhalten. Bereits in jungen Jahren hatte er sich einen Ruf als erleuchteter Dharma-Prediger erworben. Als er in Bhutan eine Predigtreise unternahm, wurde er durch eine tibetische Truppe angegriffen, die sein Feind Deb Tsangpa entsandt hatte. Mit tantrischen Fähigkeiten ausgestattet, gelang es ihm, seine Feinde zu überwältigen und danach begab er sich in die Meditation in den Höhlen des Tango-Klosters; Das Kloster war ihm vom Tshewang Tenzing von Dorden (heute: Dodena) zur Verfügung gestellt worden. Er führte tiefe Meditationen aus und vollführte tantrische Rituale des Gempo in der Höhle von Tango. Mit seiner spirituellen Macht konnte Zhabdrung die Dynastie der Deb Tsangpa in Tibet dezimieren. Seinen Sieg feierte er, indem er das Gedicht Nga Chudugma oder Meine Sechzehn Erfolge verfasste.
In der Folge nahm Shabdrung Ngawang Namgyal den Titel Dujom Dorjee an, festigte seine Macht und veröffentlichte Sechzehn Lehrsätze. Er benannte das Höhlenkloster um in Duduel Phug und begab sich erneut in die Höhle zur weiteren Meditation. Die Höhle wurde jedoch von seinen Feinden erneut mit tantrischen Mächten angegriffen. Ein Felssturz verschloss die Höhle. Ein großer Felsblock von der Größe eines Yaks verfehlte nur knapp Namgyal (“the boulder missed Zamdrung’s head by an inch”). Seine Anhänger betrachteten Zamdrung’s Überleben als Wunder. In dieser Zeit verstarb auch Namgyals’ Vater Tenpai Nima und Namgyal brachte den Leichnam seines Vaters in die Höhle und kremierte ihn in der Höhle der Pferdekopfklippe. Um 1620 erbaute Namgyal das Chari-Kloster und das Duduel Chorten im Andenken an seinen Vater; das Gebäude wurde von Zimmerleuten aus Nepal errichtet.
Gyalse Tenzin Rabgye (* 1638), der Sohn von Tshewang Tenzin und Damchoe Tenzima, der Tochter des Lama von Chang Gangkha, erhielt seine religiöse Ausbildung ab einem sehr jungen Alter in der Drukpa-Kagyü-Tradition von Shabdrung und seinem Lehrer Damchoe Gyeltshe. Er war sehr begabt und bestieg den Thron des Desi im Alter von 31 Jahren. Er wurde darüber hinaus selbst zum 4. Desi im Alter von 43 Jahren. Als der 4. Temporal Ruler beherrschte er das Land in Übereinstimmung mit geistlichen und weltlichen Gesetzen. Das Tango-Kloster wurde von ihm 1688/1689 in der gegenwärtigen Form erneuert. Das Kloster wurde mit 12 Ecken und einem 3-stöckigen zentralen Turm mit einer Galerie errichtet. Es wurde im 18. und 19. Jahrhundert erweitert. Im späten 19. Jahrhundert ließ Shabdrung Jigmre Choegyal ein goldenes Dach aufsetzen. 1966 eröffneten der 64. Je Khenpo Jamyang Yeshey Sengyel zusammen mit der königlichen Großmutter Ashi Phuntshog Chodon auch die Shaydra School of Buddhist Studies neu. 1977 ließ die Königinmutter Ashi Kesang Wangchuck das Kloster durch einen eleganten Neubau gegenüber dem Altbau erweitern. Mitte der 1990er wurde das Kloster erneut renoviert und dient gegenwärtig als Residenz des 7. Tri Rinpoche, einer jungen Inkarnation von Tenzin Rabgye. Heute ist auch eine Klosterschule für höhere Bildung dort untergebracht.

## Architektur
Das Tango-Kloster ist im Stil der bhutanischen Dzongs gebaut und hat eine charakteristische runde Außenseite mit einem prominenten Hauptturm mit Nischen. Es ist um die ursprünglichen Meditationsgrotten herumgebaut und Wunder wurden durch Heilige seit dem 12. Jahrhundert dort vollbracht. Hinter den Reihen von Gebetsmühlen befinden sich gravierte Schieferplatten. Im Hof gibt es eine Galerie, in der die Häupter der Drukpa Kagyüpa-Traditionslinie dargestellt sind.
Grotten
Die Grotten, der ursprüngliche Meditationsort, sind aus den Klippen ausgehöhlt. Sie sind seit dem 12. Jahrhundert in Benutzung. Die Felsformation, welche als 'Hayagriva' (Pferdekopf, Horse head) bezeichnet wird, ist im Zentrum der Felswand. Die Grotten werden aus zwei Ebenen gebildet – die obere und die untere Grotte mit einer natürlich gebildeten geheimen zentralen Passage. Die zentrale Grotte gilt als die „Grotte der Dakini mit einem Dreieck aus roten und schwarzen Farben und einem natürlichen göttlichen Herrscherhaus“ (“cavern of a dakini containing triangular red and black colours and a natural divine mansion”).
Die Felswände auf verschiedenen Ebenen zeigen selbst-manifestierte Figuren der Sonne, des Mondes und des Dämons Matramrutra. Andere Formen in den Grotten sind Pal-khorlo-dompa (Sri Cakrasambhara-Götter); eine lange Grottenpassage im Untergrund kann beim Durchschreiten den Unterschied zwischen Gut und Böse treffen; die vorspringende Felsnase in der Form der Hayagriva, welche zum Tal zeigt, deutet auf Abhicarya in grausigen Formen; ein Tempel der Hayagriva ist im Untergeschoss eingerichtet; es gibt kristallene Bilder von Schutzgottheiten; eine drei-gesichtige Hayagriva (entdeckt von Ngawang Tenzin); eine Peitsche, in welcher verschiedene Gebete verknüpft sind; eine Steinplatte mit dem Fußabdruck einer Dakini (der jüngsten Tochter von Ngawang Tenzin); ein Tempel der vier-händigen Mahakala ist in der oberen Grotte eingerichtet durch Shabdrung, eine gefährliche Grotte befindet sich am Grund – ein beliebter Platz für Einsiedler; und ein großer Sandelholzbaum wird als ehemaliger Gehstock von Phajo Druggom bezeichnet, welcher diesen mit der Prophezeiung in den Bocen trieb, dass „dies das Zentrum sein wird, von welchem die Drukpa Kagyü-Lehre sich ausbreiten wird“ (“This will be the centre from which the Drukpa Kargyud doctrine will spread”). Es gibt ein Chörten in der Nähe der Zypressenbäume, wo Khando Sonam Peldon verstarb. Alle ihre Besitztümer sind in dem Chörten aufbewahrt. A Tandin Nye ist ein Tempel, der von Phajo nach seiner Meditation errichtet wurde.
Kloster/Tempel

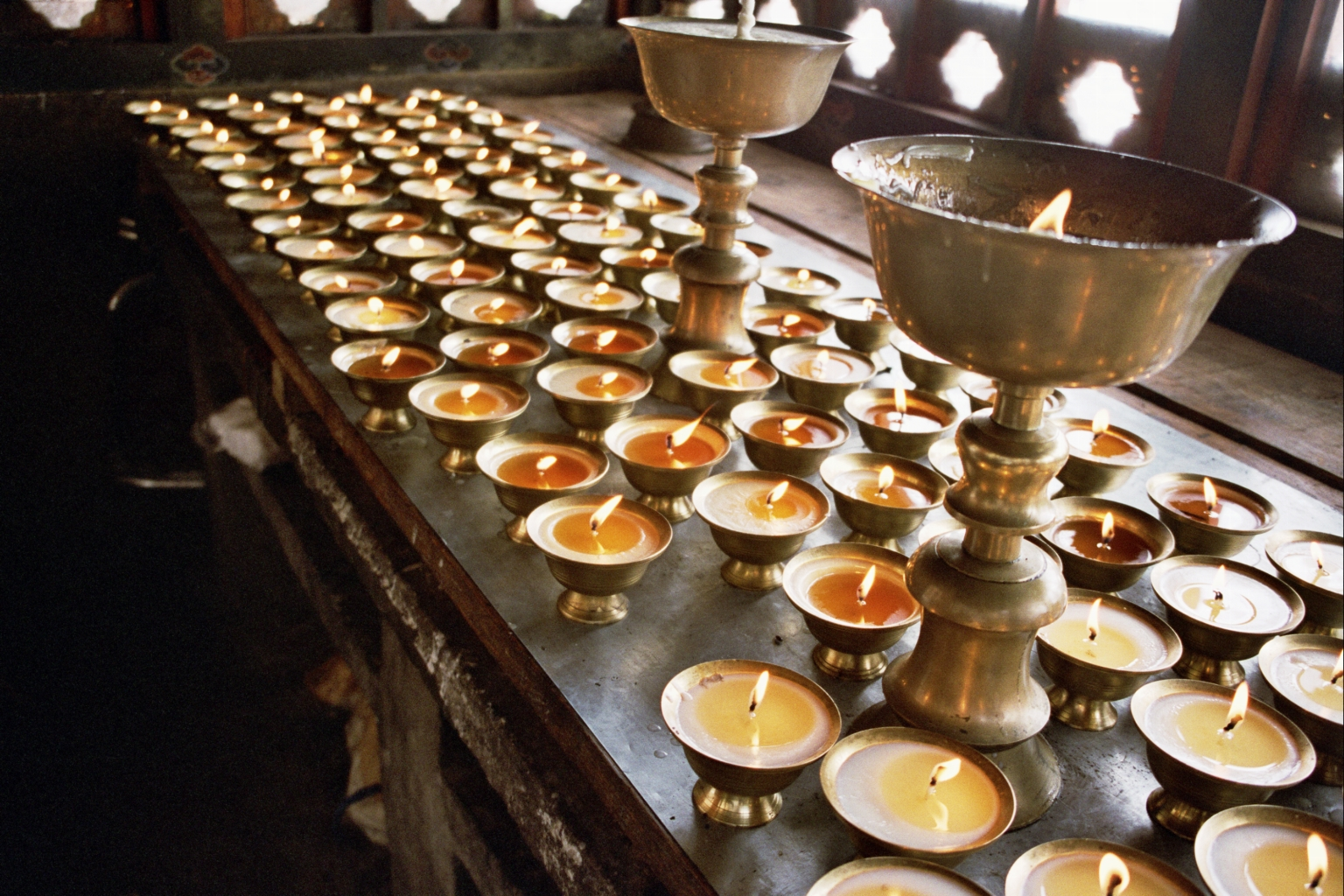
Butterlampen in den Tempeln des Klosters.

Das 12-eckige Kloster wurde unter den Anweisungen von Gyalse Tenzin Rabgyein in der kurzen Zeitspanne von zwei Monaten gebaut. Grundsätzlich hat das Kloster sechs Tempel: den Trulku Lhakhang, den Longku Lhakhang, den Choeku Lhakhang, den Guru Lhakhang, den Namsey Lhakhang und den Gonkhang (Innere Kapelle).
Auf der unteren Ebene, im Tulku lhakhang, befindet sich der Tempel des Trulku, wo die Hauptstatue eine Buddhastatue aus Gold und Kupfer ist. Die Buddhastatue ist dreimal so groß wie ein Mann. Der Erschaffer dieser Statue war Panchen Deva aus Nepal. Die Hauptstatue wird flankiert von einem tönernen Buddha Dipankara der mit medizinischen Metallen gefasst ist und eine Statue des Maitreya (in zweifacher Lebensgröße). Lebensgroße Statuen der 8 Hauptjünger (spiritual sons) des Buddha (Jang Sem Nye Wai Say Chen Gyad (Jamyang), Chador, Chenrizig (Avaloketeshvara), Namkhai Nyingpo (Akashagarba), Dripa Namsel, Saye Nyingpo, Jamba und Jampel Zhenu Jurpa) sind ebenfalls in dem Tempel aufgestellt. Diese Statuen werden als Werk der Kunsthandwerker Trulku Dzing und Druk Chophel angesehen. Weitere Objekte der Verehrung im Kloster sind ein Stein mit einem Fußabdruck von Jetsuen Tenzinma, der Tochter von Ngawang Tenzin, sowie steinerne Abdrücke von Pferden, Ziege und Schafen und ein goldener Schlüssel, welcher von Ngawang Tenzin gefunden wurde, in Form eines Pferdekopfes. Ein weiterer angrenzender Tempel, der Gonkhang, ist der vierhändigen Mahakala (Pel Yeshey Gonpo, der Schutzgottheit) gewidmet. Die Statue hält einen Totenkopf in seiner Hand; der Schädel soll dem tibetischen König Thrisong Detsan gehören.
Auf der zweiten Ebene befindet sich die Statue des Avalokiteshvara (Buddha der Barmherzigkeit) steht im Longku Lhakhang. Auf dieser Ebene befindet sich auch der Tempel von Guru Rinpoche und der Namse-Palast. In diesem Namsey Lhakhang wird die Statue von Namsey (Vaisravana, Gott des Reichtums) verehrt.
Auf der dritten Ebene gibt es Tempel von Dharmakaya und eine goldene und kupferne Statue des Buddha Amitayus (von Panchen Deva). Die Buddhastatue wird flankiert durch eine Statue von Zhabdrung Ngawang Namgyal und eine lebensgroße Tonfigur von Gyalse Tenzin Rabgye. Der Schlafraum von Gyalse Tenzin Rabgye liegt rechter Hand der Tempel. Näher zur Mitte ist ein Bild des Guru Rinpoche aufgestellt, welcher Tenzin Rabgyes Vision erschien. Weitere bemerkenswerte Objekte sind Kargyud-Serthreng und andere Bilder mit medizinischen Metallen. Alle Bilder in diesem Flur werden dem Bildhauer Trulku Dzing zugeschrieben. Ein Set von Bildern an den Wänden zeigt 'weinende Bilder'. Die Darstellung der weinenden ist ein Ausdruck von Trauer über das Ableben von Gyalse Tenzin Rabgye im Alter von 59 Jahren. Außerdem gibt es ein Selbstporträt von Trulku Jampel Yamtsho. Auf allen drei Fluren des Klosters sind weitere Wandbilder zu sehen.
Eine natürliche Quelle entspringt in der Mitte des Hofes gegenüber dem zentralen Turm. Ein Chaitya (Chörten) Jangchub Chörten (Kudung Chörten) enthält die Asche von Gyalse Tenzin Rabgye. Er steht zwischen dem Dzong und dem Kloster.

## Festival
Das Yarney-Festival (Yar ‚Sommer‘, Ney ‚Aufenthalt‘) erstreckt sich auf die Zeit des Sommer-Retreat der Mönche und ist für das Kloster ein wichtiges Festival. Seit 1967 beginnt das Festival am 15. Tag des 6. Monats des bhutanischen Kalenders und endet am 30. Tag des 7. Monats. Die korrespondiert mit den Monaten August/September im Gregorianischen Kalender. Während dieser Periode, über einen Zeitraum von eineinhalb Monaten, beachten die Mönche besondere Gelübde und die schärfste klösterliche Disziplin. In dieser Zeit spenden die Gläubigen besonders viel.